# Eirjet
Eirjet (kod linii ICAO: EIR) – nieistniejąca irlandzka czarterowa linia lotnicza, obsługująca trasy między Irlandią a krajami śródziemnomorskimi.
Linia została założona w 2004 roku. Inauguracyjny lot odbył się 23 grudnia tego roku na trasie Shannon-Agadir. Wśród założycieli firmy jest były dyrektor operacyjny Skynet Airlines - Robbie Winders oraz Bernard Healy - właściciel kilku biur podróży. Siedziba firmy mieści się w Shannon, a głównymi hubami są lotniska w Dublinie, Shannon i Cork.

## Flota
- 4 Airbus A320
- 1 Boeing 757[1]

W marcu 2006 średni wiek samolotu wynosił 9,6 roku.